# 湯座神社

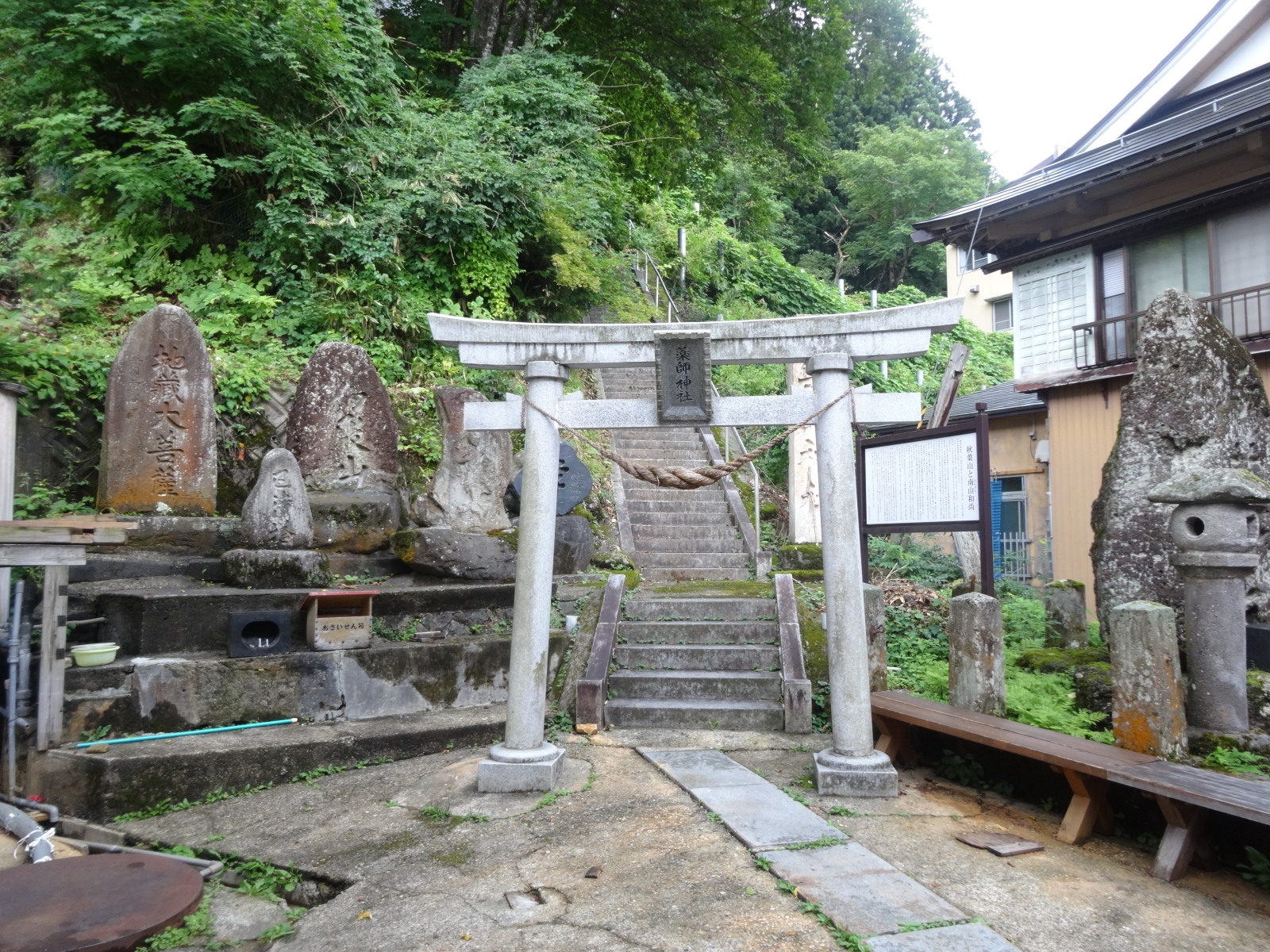
入り口

湯座神社（ゆざじんじゃ）は、山形県最上郡大蔵村肘折温泉にある温泉神社である。別名、湯坐神社、薬師神社とも呼ばれる。

## 祭神
古来より湯治場として知られた肘折温泉の祭神として薬師如来・少彦名命を祀る。
元は観音堂と隣接しており、純粋な仏教寺であったが、明治の廃仏毀釈によって観音堂が打ち壊されてしまい、「薬師神社」を名乗ることで破壊を免れたといわれる。

## 由来
明徳元年（1390年）創建とされる。一説には、肘折温泉の開湯年次を1390年とする説があり、湯座神社を、肘折開湯時に建立されたとする論がある。だが、肘折温泉では大同2年（807年）開湯説が広く信じられており、2007年には「開湯1200年祭」が開催された。

## 境内
共同浴場である「上の湯」横から階段を上がったところが神社である。
境内入口には、火防の御利益がある「秋葉山石碑」が建てられている。瑞鳳寺の南山和尚の揮毫であり、「火禾葉山」と書かれている。江戸時代中期、肘折温泉では大火が頻発したことから、肘折温泉がある南山の地名にちなみ、村民有志が瑞鳳寺に赴いて南山和尚にお願いし、「火禾葉山」と書いてもらった。村民が『秋』ではなく『火禾』である理由を問うたところ、南山和尚は、「秋とは紅葉であり、紅葉は火に通ず。よって火除けのために秋を逆に書いたのだ」と答えたという。
湯座神社は、肘折温泉開湯の地と伝えられる「地蔵倉」へと向かう遊歩道の起点ともなっている。